# Percina evides
Percina evides és una espècie de peix de la família dels pèrcids i de l'ordre dels perciformes.

## Morfologia
Els mascles poden assolir els 9,6 cm de longitud total.

## Hàbitat
És un peix d'aigua dolça, bentopelàgic i de clima temperat (46°N-35°N).

## Distribució geogràfica
Es troba a Nord-amèrica: conca del riu Mississipi des de Nova York fins a Minnesota, el nord d'Alabama i el nord d'Arkansas. També és present a la conca del riu Maumee (conca del llac Erie) a Ohio i Indiana.